# Monopsis sinica
Monopsis sinica är en insektsart som beskrevs av Walker 1851. Monopsis sinica ingår i släktet Monopsis och familjen Tropiduchidae. Inga underarter finns listade i Catalogue of Life.